# Константинов, Александр Александрович (художник)
Александр Александрович Константинов (14 декабря 1953, Москва — 20 мая 2019, Москва) — российский художник и архитектор (графика, скульптура, художественные и архитектурные объекты). Доктор математических наук, профессор кафедры прикладной математики Московского университета электроники и математики. С 1970 по 1980 гг. получил образование в различных художественных студиях Москвы. В советское время работал как математик и художник андеграунда. Жил в Москве и Нью-Йорке. Работал во многих европейских странах, а также в США и Японии.

## Персональные выставки
1990 Центр Современного Искусства (совместно с Александром Пономарёвым). Москва. Россия
1991 Галерея «Сегодня». Москва. Россия
1992 Государственная Третьяковская галерея. Москва. Россия
1993 Галерея «Московская коллекция». Москва. Россия
1994 «Прямая и обратная перспектива русского минимализма. 1924 Любовь Попова — Александр Константинов». Палас Лихтенштейн. Австрия.
1994 «Минимализм как воля и как игра». Галерея Золгассе 7. Дорнбирн. Австрия.
1995 Галерея Салюстович. Билефельд. Германия.
1995 «Канцелярия». Франц Кафка — тексты. Александр Константинов — гравюры. Центр Франца Кафки в Праге. Прага. Чехия
1996 Галерея АРТ 5 III. Берлин. Германия
1996 «Разговор из двух пространств. Франциско Инфанте — Александр Константинов». Галерея Золгассе 7. Дорнбирн. Австрия
1996 Русский культурный центр. Будапешт. Венгрия
1997 «Высокая печать». Галерея «Сегодня». Москва. Россия
1997 Персональный стенд на Франкфуртской книжной ярмарке. Франкфурт. Германия
1998 Стенд (совместно с В. Куприяновым) на «Арт-Манеже». Москва. Россия
1999 Брянский областной художественный музей. Брянск. Россия
2000 «Линейки». Крокин галерея. Москва. Россия
2000 «Контора». Стенд на международной художественной ярмарке «Арт Москва». Центральный дом художника. Москва. Россия
2000 Галерея Линденплац (совместно с А. Митлянской и В. Орловым). Вадуц. Лихтенштейн
2001 «Мишени». Крокин галерея. Москва
2001 «В регулярном городе». Государственный центр современного искусства. Санкт-Петербургский филиал. Санкт-Петербург. Россия
2001 Галерея Хофман. Фридберг. Германия
2002 «Вид города». Национальный центр Современного искусства. Москва. Россия
2002 «Рисунки и гравюры». Пинакотека. Москва. Россия
2003 Concrete/Discrete. Национальный центр Современного искусства. Москва. Россия
2004 Chretzeturm. Штейн на Рейне. Швейцария
2004 Betrachtungen. Немецкий Дом Нью-Йоркского университета. Нью-Йорк. США
2004 Стенд на Арт-Москве. ЦДХ. Москва. Россия
2004 C.art Gallery. Дорнбирн. Австрия
2004 Вилла Бернаскони. Женева. Швейцария
2004 «Свет в Ноябре». Трондхейм. Норвегия
2005 Люксембургский сад. Посольство Люксембурга. Москва. Россия
2005 Белый квартал. ГМИИ им. Пушкина. Москва. Россия

## Работы находятся в собраниях
- Государственная Третьяковская галерея. Москва.
- Государственный музей «Царицыно». Москва.
- Московский музей современного искусства
- Государственный центр современного искусства, Москва.
- Staatliche museen zu Berlin. Kunstbibliothek. Берлин.
- Staatsbibliothek zu Berlin. Берлин.
- Kupferstich-kabinett. Дрезден.
- Herzog August bibliothek. Wolfenbuettel. Германия.
- Государственный музей изобразительных искусств им. А. С. Пушкина. Москва.
- Калининградская государственная художественная галерея. Калининград. Россия.
- Luxemburg grand duke`s collection. Люксембург.
- Bayerische staatsbibliothek. Мюнхен.
- Брянский областной художественный музей. Брянск.
- Государственный центр современного искусства. Москва.
- Государственный музейный центр РОСИЗО. Москва.
- Boston public library. Бостон. США.
- Bibliothek und kupferstichkabinett D. Akademie D. Bildenden kuenste. Вена. Австрия.
- Museum im kulturspeicher Wuerzburg. Wuerzburg.